# دیر کلیسای جامعه سنت اندروز
دیر کلیسای جامعه سنت اندروز (انگلیسی: St Andrews Cathedral Priory) صومعه‌ای کوچک در مجاورت کلیسای جامع سنت اندروز در سنت اندروز فایف در اسکاتلند بود. نقشهٔ ساخت این صومعه در زمان حکومت الکسندر یکم اسکاتلند مطرح شد و زمین مجاور کلیسا برای آن اختصاص داده شد ولی در نهایت در زمان حکومت دیوید یکم اسکاتلند و پسرش در ۱۱۴۰ ساخته شد. زمین این صومعه در قرن شانزدهم تقسیم شد ولی عنوان و ساختمان آن تا قرن هفدهم نیز موجود بود.